# Colonia ebraica in Etiopia

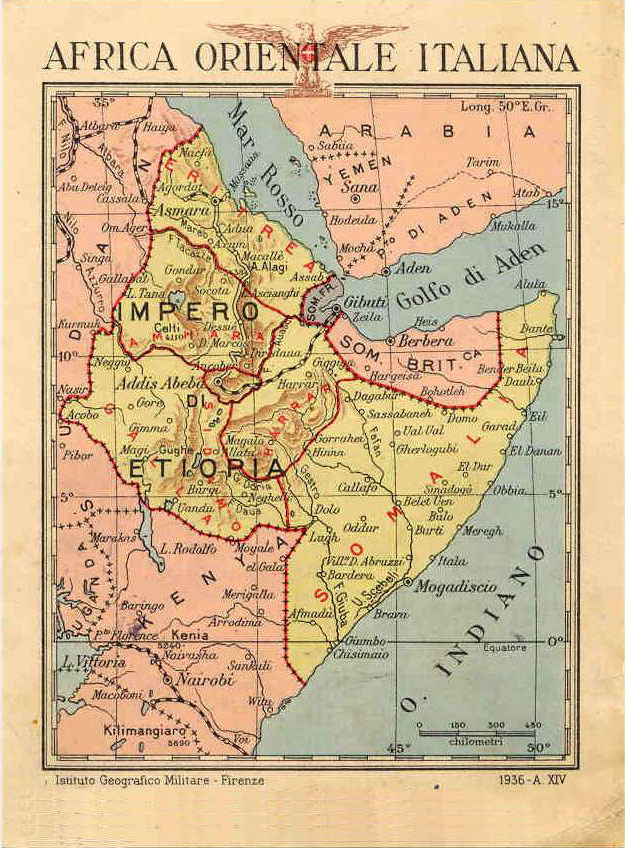
Carta dell'Africa Orientale Italiana nel 1936, con i confini dei governatorati evidenziati in rosso

La creazione di una colonia ebraica in Etiopia fu un progetto, mai concretizzatosi, ideato dal governo italiano durante gli anni '30. Esso si inserisce nell'ambito delle misure più o meno repressive proposte per la soluzione della questione ebraica, in seno o col supporto del territorialismo, intese a rilocare gli ebrei dall'Europa, dei quali il più noto è il Piano Madagascar. L'elaborazione di questo piano vide coinvolti diversi attori politici internazionali, venendo tuttavia accantonato in seguito al definitivo allineamento dell'Italia al regime nazista e allo scoppio della seconda guerra mondiale, eventi che condussero all'attuazione della soluzione finale.

## Storia

### La comunità Falascià
L'invasione italiana dell'Etiopia nell'autunno del 1935, nonché il progressivo inasprirsi delle misure antisemite nella Germania nazista indussero diversi gruppi politici, espressione delle organizzazioni ebraiche internazionali, ma anche dell'Italia fascista, ad interessarsi a misure volte ad attuare un trasferimento in massa della popolazione ebraica europea in Etiopia o in altri territori appartenenti ai possedimenti coloniali italiani.
Una interessante conseguenza presso la comunità ebraica italiana dell'invasione dell'Etiopia fu il rinnovato interesse per le vicende dei Falascià, gli ebrei etiopi. Questa comunità, lungamente negletta dagli studiosi, risiedeva negli altopiani dell'Etiopia. Essa fu oggetto di diversi articoli da parte della stampa italiana: La Nostra Bandiera per esempio pubblicò un articolo, datato 15 aprile 1936, intitolato "Con l'occupazione di Gondar si pone agli ebrei italiani il problema dei Falascià", mentre il settimanale della comunità ebraica italiana Israel, con sede a Milano, pubblicò nel maggio del medesimo anno un articolo informativo intitolato "I Falascià", scritto dall'ebraista Carlo Alberto Viterbo.
Agli inizi di giugno l'Unione delle Comunità, che raggruppava le comunità ebraiche italiane, si mise in contatto con il ministro italiano delle colonie Alessandro Lessona, il quale consentì all'organizzazione dell'assistenza dei Falascià, nonché di stabilire sedi ad Addis Abeba e Dire Daua. Viterbo, uno dei consiglieri dell'Unione, e Umberto Scazzocchio, un altro membro dell'organizzazione residente in Asmara, vennero incaricati di accertare le condizioni dei Falascià. Viterbo partì per l'Africa orientale alla fine di luglio e fu ricevuto il 22 agosto dal viceré il maresciallo Graziani. Graziani diede il permesso di costituire la sede di Addis Abeba con decreto datato 19 settembre; il progetto di creare un'ulteriore sede a Dire Daua venne tuttavia accantonato.
Le comunità ebraiche in Etiopia erano di dimensioni alquanto ridotte, stando a quanto riportano i dati raccolti. In Addis Abeba vi erano 54 Falascià, 61 ebrei yemeniti, 25 ebrei italiani e 38 ebrei provenienti da altri Paesi europei. Viterbo fu in seguito nominato commissario della comunità ebraica di Addis Abeba, nonché responsabile degli ebrei in Gibuti nel protettorato della Somalia francese. Egli inoltre visitò, assieme allo studioso etiope Taamrat Emmanuel (già direttore della scuola falascià presente in Addis Abeba prima della guerra) le comunità dei Falascià nell'Etiopia settentrionale.

### Il progetto
Poiché le attività delle organizzazioni ebraiche italiane erano perlopiù circoscritte ad ambiti sociali e culturali, lo stato italiano iniziò a sondare la possibilità presso organizzazioni ebraiche straniere di una cooperazione finalizzata allo stabilimento di insediamenti in Etiopia.

### Reazioni ebraiche nel 1936
Già a partire dal 14 maggio del 1936, nove giorni dopo l'occupazione italiana di Addis Abeba, il direttore della filiale austriaca di una compagnia assicurativa pubblica italiana (l'Istituto Nazionale delle Assicurazioni), Robert Auer (peraltro anch'egli di religione ebraica) discusse di tale progetto a Vienna con un esponente sionista, Zweig, e un rappresentante dei fascisti austriaci, Schischa. Auer, come risulta da un resoconto inviato tre giorni dopo da Zweig ai leader sionisti Moshe Shertok e Chaim Weizmann, discusse dei possibili benefici di un insediamento ebraico di dimensioni significative in Etiopia, sottolineando le prevedibili difficoltà che avrebbe incontrato l'Italia nella colonizzazione di un territorio così vasto e scarsamente popolato. I 250.000 soldati e coloni presenti nell'Africa Orientale erano a suo dire come i Normanni in Inghilterra sotto Guglielmo il Conquistatore: non possedevano nulla al di fuori del proprio lavoro. Per questo Auer sostenne che l'iniziativa imprenditoriale ebraica e le risorse finanziarie di cui disponevano sarebbero state molto utili in quel contesto. Egli inoltre affermò che l'Italia, pur non ammettendo l'esistenza di uno stato autonomo all'interno dei propri possedimenti, avrebbe molto probabilmente acconsentito alla concessione di ampie autonomie agli insediamenti ebraici. Oltre alla concessione di terre le autorità italiane si sarebbero limitate alla costruzione delle infrastrutture e al fornire la protezione ai coloni. L'insediamento ebraico in Etiopia, egli aggiunse, sarebbe stato inoltre politicamente conveniente per gli ebrei giacché li avrebbe reso meno dipendenti dalla Gran Bretagna e dalle sue decisioni concernenti l'emigrazione ebraica in Palestina; avrebbe inoltre consentito di acquisire un utile alleato nell'Italia fascista. Auer propose infine che una deputazione di due-tre rappresentanti della comunità ebraiche si incontrasse con il console italiano a Vienna, il quale era con lui in rapporti amichevoli. Tramite questo intermediario sarebbe poi stato possibile entrare in contatto direttamente con Mussolini. Era essenziale in questa prima fase tuttavia che i sionisti non opponessero resistenze a tale progetto.
Zweig riferì di aver ascoltato queste argomentazioni senza averle approvate, limitandosi a replicare che era consuetudine informare i vertici delle organizzazioni sioniste prima di prendere una decisione di qualsiasi tipo.
La fondatezza dell'iniziativa di Auer divenne ancor più evidente quando Berger, un giornalista austriaco strettamente a contatto con l'ambasciata italiana Vienna, informò subito dopo Zweig che il Duce era disponibile ad acconsentire all'emigrazione di 100.000 Ebrei in Abissinia per i successivi tre anni. Berger aggiunse inoltre che questa offerta avrebbe assicurato che gli Stati Uniti d'America non avrebbero imposto sanzioni contro l'Italia, affermando inoltre, in maniera molto simile a quanto già esposto da Auer, che l'Italia avrebbe concesso ampia autonomia agli insediamenti ebraici in Etiopia.
Proposte simili vennero presentate da altre figure in Austria, tanto che Zweig riferisce come l'idea di un insediamento ebraico in Etiopia fosse divenuto un argomento di discussione comune presso i circoli ebraici di Vienna.
Shertok e Weizmann, che in quanto sionisti erano interessati esclusivamente all'insediamento ebraico in Palestina, e che in ogni caso non avevano ammirazione per il regime fascista, non diedero segno di voler cooperare con il progetto di Mussolini e lasciarono cadere la proposta avanzata da Zweig.
Alcune settimane dopo al Cairo un certo capitano Dodona, direttore dell'agenzia telegrafica italiana in Egitto, entrò in contatto con un membro dello staff dell'agenzia telegrafica egiziana, l'Agence d'Orient, il quale aveva delle entrature presso la comunità ebraica in Egitto. Esponenti di questa comunità scrissero in seguito a Shertok, il 10 giugno, in termini molto simili alla proposta di Auer. Gli italiani, che progettavano un vasto insediamento ebraico in Abissinia, erano disposti a consentire lo stanziamento di non meno di 500.000 Ebrei nell'area autonoma di Gojjam e che pertanto Dodona aveva suggerito alla comunità ebraica in Egitto di inviare una delegazione sul posto per valutare tale progetto. Gli italiani, dichiarò il funzionario della Agence d'Orient, proponevano che l'iniziativa venisse espressamente dalla comunità ebraica in Egitto, poiché, se gli ebrei egiziani, che conoscevano la situazione in Etiopia, avessero acconsentito a tale piano, esso avrebbe potuto ricevere più facilmente il sostegno della comunità ebraica negli Stati Uniti d'America. Per rendere questa proposta ancora più interessante, il delegato italiano aveva inoltre aggiunto che, in caso di cooperazione positiva da parte delle comunità ebraiche, l'Italia avrebbe potuto modificare in maniera sostanziale il proprio atteggiamento nei confronti del sionismo.
Il funzionario della Agence d'Orient, tuttavia rifiutò queste proposte, affermando categoricamente che nessun sionista avrebbe dato il suo appoggio all'avventura abissina. Egli inoltre espose la questione alla comunità ebraica in Egitto, mettendola in guardia dalle conseguenze di tale progetto. A suo avviso la proposta italiana era infatti motivata da tre fattori:
- competizione con il sionismo al fine di acquisire le simpatie del popolo ebraico;
- trovare sostegno economico per la colonizzazione italiana in Etiopia, per la quale il governo italiano sperava che le comunità ebraiche avrebbero fornito un contributo finanziario che avrebbe interessato non solo gli insediamenti ebraici;
- creare difficoltà diplomatiche con il Regno Unito.

Così presentato, lo schema sembrò non suscitare interesse presso la comunità ebraica egiziana, giacché egli concluse che in generale l'offerta italiana venisse sostanzialmente rifiutata.

### Reazioni ebraiche e giornalistiche nel 1938
Il progetto di trovare un territorio destinato ad accogliere uno Stato ebraico in Etiopia venne quindi accantonato per circa un anno e mezzo, ma venne nuovamente sollevato dalla stampa di regime in Italia e fu oggetto di rinnovato interesse anche da parte delle comunità ebraiche europee a partire dal 1938, con l'inasprirsi delle disposizioni anti-ebraiche in vari Stati. Gunther, ambasciatore degli Stati Uniti in Romania, riferì per esempio che il 20 gennaio del 1938, delegazioni di comunità ebraiche della Bessarabia avessero richiesto all'ambasciatore italiano a Bucarest il permesso di stabilirsi in Etiopia. Alcune settimane dopo, nel mese di febbraio, il ministero italiano degli esteri, attraverso la sua pubblicazione ufficiale Informazione Diplomatica, espresse una dichiarazione contro l'antisemitismo nazista di tipo razziale, supportando l'idea di un antisemitismo basato sulla lotta al bolscevismo, in considerazione del fatto che molti leader comunisti erano di origine ebraica. La pubblicazione inoltre affermò che la questione ebraica potesse essere risolta attraverso la creazione di uno Stato ebraico, sebbene non in Palestina, in grado di rappresentare e proteggere attraverso i consueti canali diplomatici e consolari le masse ebraiche disperse nel mondo.
Questa dichiarazione indusse molti osservatori, tra i quali il giornale francese Le Temps, a concludere che il regime fascista non avrebbe ostacolato un qualche tipo di insediamento ebraico nell'Africa Orientale Italiana. Il corrispondente da Roma scrisse in un articolo del 18 febbraio chiedendosi se l'Italia stesse effettivamente progettando di offrire ospitalità agli ebrei perseguitati in Europa mediante la creazione di uno stato ebraico costruito mediante la cessione di una parte dell'Abissinia. A supporto di questa tesi il corrispondente da Roma informava i suoi lettori di come l'Africa Orientale Italiana avesse un'estensione pari a quella di Germania, Italia, Francia e Spagna messe insieme; fosse scarsamente abitata, ma contenesse innumerevoli risorse non ancora sfruttate. La Palestina era d'altro canto un territorio di dimensioni modeste, dove gli ebrei si scontravano con l'opposizione degli arabi, laddove in Etiopia sembrava che nulla esistesse in grado di ostacolare l'insediamento ebraico. Nell'altopiano dell'Africa Orientale, egli scriveva, il lavoro, il genio e il capitale ebraico avrebbe potuto creare una nuova Sion, un centro di speranza e futuro per gli ebrei perseguitati nel mondo. Tale schema, continuava l'autore dell'articolo, sarebbe stato ben accolto da diverse parti, tra cui Vaticano, la Germania, il mondo arabo, nonché gli ebrei perseguitati della diaspora. In particolare il governo italiano avrebbe potuto ottenere notevole prestigio sia presso il mondo arabo, sia presso quello ebraico, presentandosi come protettore degli interessi degli uni e degli altri, infliggendo inoltre un significativo colpo diplomatico alla Gran Bretagna.

Queste argomentazioni esposte dall'articolo del giornale francese e da altri di simile tenore, suscitarono, per lo sgomento delle organizzazioni sioniste (interessate esclusivamente alla creazione di uno stato ebraico in Palestina), notevole interesse nei circoli diplomatici, in particolare durante i colloqui anglo-italiani che precedettero il riconoscimento della sovranità italiana sull'Etiopia nell'aprile del 1938. Il 4 marzo il Jewish Chronicle di Londra scrisse di come il progetto di uno stato nazionale ebraico fosse stato tra gli argomenti discussi durante i negoziati tra Gran Bretagna ed Italia, laddove tali indiscrezioni erano corroborate da dichiarazioni concernenti il progetto del Duce di creare insediamenti ebraici in Etiopia. Il giornale, che era portatore della visione sionista tendente esclusivamente alla migrazione ebraica in Palestina, attaccò aspramente il progetto africano, ribadendone l'impraticabilità. "I Sionisti", dichiarò il giornale,
"non devono preoccuparsi. Il signor Mussolini, che pure si vanta del proprio realismo, dovrà presto rendersi conto, se non lo sa già, che tale progetto non offre altro che squallide prospettive. Anche qualora pochi rifugiati ebrei possano essere indotti a stabilirsi in quelle terre, l'ammontare di ricchezze che andrebbe a finire nelle casse abissine sarebbe infinitesimale. L'idea che esista una facoltosa componente ebraica pronta a spendere fortune per supportare tale schema, anche con l'aggiunta dell'attrattiva dell'autonomia per gli ebrei, è pura illusione."
Scrivendo tale articolo sapendo ovviamente di essere letto anche presso il governo britannico, l'autore dell'articolo si spinse a dichiarare che la
"Gran Bretagna non potrà mai abbandonare la causa del popolo ebraico su queste basi. Qualora lo facesse, incrementerebbe in maniera enorme il prestigio del Duce quale protettore dell'Islam e danneggerebbe se stessa. Dall'avere al più un valore minimo presso il mondo arabo, il prestigio italiano verrebbe innalzato divenendo una realtà significativa e minacciosa, e il fattore preponderante di influenza tra gli Arabi si sposterebbe dalla Gran Bretagna all'Italia. Possiamo confidare che la Gran Bretagna non commetta un suicidio delle sue ambizioni imperiali in questo modo".
In un ulteriore articolo apparso nella medesima testata, il corrispondente per gli affari diplomatici del giornale pose l'accento sulla necessità di opporsi a qualsiasi progetto di insediamento ebraico in Etiopia.
"Tutti i sionisti" scrisse "dovrebbero stare in guardia contro certe eventualità, che per quanto remote possano apparire, potrebbero emergere dai colloqui anglo-italiani. Mi riferisco al curioso suggerimento recentemente dibattuto nella stampa italiana nonché in contesti politici ufficiali italiani, che il signor Mussolini sarebbe lieto di offrire agli emigranti ebrei dall'Europa centrale e orientale un ampio asilo in Abissinia. Si può discernere da questa subdola mossa, che potrebbe ottenere il sostegno polacco e anche quello rumeno, un duplice intento".
Continuando l'analisi del progetto e le sue possibili implicazioni per il sionismo, il corrispondente continuava scrivendo che: "Il Duce è evidentemente ansioso, per ragioni che sono politiche piuttosto che umanitarie, di riscuotere il favore del mondo arabo, fornendo un'alternativa allo Stato ebraico o anglo-ebraico in Palestina, nonché munirsi di un argomento per fare pressioni sul governo britannico affinché questi ponga in atto limitazioni drastiche e permanenti all'influenza ebraica in Palestina. Il suo secondo e probabilmente più significativo scopo, nel quale non vi è decisamente alcun proposito umanitario, ma mero calcolo economico, è la diversione di capitali delle comunità ebraiche britanniche e statunitensi dallo sviluppo della Terra Santa a quello dell'Abissinia, per il quale l'Italia, in ragione delle sue attuali difficoltà economiche, non è in grado di provvedere in un modo che possa definirsi adeguato. Tuttavia, quest'ultimo scopo è fin troppo ovvio per ingannare alcuno, con l'eccezione probabilmente di quegli sfortunati Ebrei che stanno divenendo in maniera crescente scontenti dinanzi al restringersi dei cancelli di Sion".
Introducendo una nota di esortazione, il corrispondente concludeva affermando:
"Il futuro del Sionismo non può essere messo da parte e sacrificato nel nome di uno stratagemma diplomatico e suggestione finanziaria. È inconcepibile che il governo britannico, nei suoi negoziati con l'Italia, si lasci ingannare da proposte di simile tenore, o distratto dal cammino di ciò che è giusto e onorevole, avendo riguardo per le obbligazioni solennemente assunte nei confronti del Giudaismo intero e della Società delle nazioni".

### Sviluppo di un'opposizione fascista
Mentre la stampa stava ancora dibattendo circa i pro e i contro di un possibile insediamento ebraico in Etiopia, Mussolini stesso sembrava sempre più allontanarsi da tale piano, apparentemente intenzionato ad attuare la colonizzazione dell'Etiopia avvalendosi solamente di italiani non ebrei. Le domande della stampa su questo argomento condussero ad un diniego ufficiale da parte italiana, per mezzo di una dichiarazione effettuata dal Ministero della propaganda, nella quale si affermava che le notizie ampiamente riportate secondo cui l'Italia stesse offrendo agli ebrei aree di colonizzazione in Abissinia erano prive di fondamento. Una simile replica venne data a fronte di richieste fatte da parte dell'ambasciata polacca a Roma, mentre la pubblicazione fascista L'Azione Coloniale affermava in maniera esplicita che
"sarebbe ingenuo ritenere che l'Italia voglia abbandonare il proposito di valutare le alternative di colonizzazione di Somalia ed Eritrea a favore degli Ebrei. Per queste ragioni, tale soluzione della questione ebraica mondiale dev'essere considerata interamente fuori questione".
Questo mutamento nei propositi del governo fascista venne naturalmente salutato con soddisfazione presso i circoli sionisti. Il giornale della comunità ebraica italiana Israel commentò che la dichiarazione del governo era soddisfacente, giacché il popolo ebraico vedeva esclusivamente nella Palestina la sede di uno Stato nazionale ebraico. Il Jewish Chronicle di Londra espresse soddisfazione dinanzi all'evolversi della situazione. Con un articolo dell'11 marzo, intitolato enfaticamente "Abyssinia? Certainly not!" ("Abissinia? No di certo!"), esprimendo diffidenza nei confronti dei progetti di Mussolini, dichiarava inoltre gli ebrei non erano intenzionati in alcun caso a scambiare la Palestina per l'incognita abissina.

### Spostamento del progetto in Somalia
Nondimeno Mussolini non aveva abbandonato l'idea di una emigrazione ebraica nell'Africa Orientale, sebbene fosse orientato a questo punto a favore di un insediamento nella Somalia, dove le condizioni generali erano generalmente assai peggiori che nel resto dell'Africa Orientale Italiana. Il 3 agosto del 1938 riferì al suo genero, conte Ciano, che era intenzionato a destinare aree della Somalia italiana, nella regione della Migiurtinia, in una sorta di concessione territoriale a favore degli ebrei, che avrebbe consentito lo sfruttamento delle risorse naturali locali.

Tali progetti acquisirono crescente interesse presso i circoli politici fascisti nella seconda metà dell'anno, in conseguenza dell'accentuarsi della deriva antisemita di Mussolini. Ciano riferì nel suo diario, in data 4 settembre che
"per quanto concerne la colonia ebraica, il Duce parla ora non più della Migiurtinia, ma dell'Oltregiuba (Jubaland), che offre migliori condizioni di vita e lavorative".
Le leggi razziali e l'esclusione della legislazione dalle colonie
Allo stesso tempo l'idea iniziale di uno stanziamento ebraico in Etiopia continuò ad essere discussa. Arnaldo Cortesi, corrispondente da Roma del New York Times, menziona l'esistenza di un piano finalizzato ad accelerare la colonizzazione dell'Etiopia rendendolo un luogo di asilo o rifugio per gli ebrei italiani e più avanti anche per ebrei provenienti da altri Paesi europei. L'articolo inoltre affermava che i decreti di espulsione degli ebrei di nazionalità straniera dall'Italia nonché le leggi razziali approvate contro gli ebrei italiani erano concepiti in modo tale da lasciare l'Etiopia fuori da tali misure discriminatorie.
Si affermava che nessun ostacolo sarebbe stato frapposto dalle autorità italiane nei confronti di ebrei residenti in Italia, indipendentemente dalla loro cittadinanza, che avessero avuto intenzione di trasferirsi in Etiopia e che inoltre ebrei provenienti da altri stati avrebbero potuto ricevere l'autorizzazione a stabilirsi con alcune limitazioni.

Cortesi continuava scrivendo che i non pochi ebrei giunti in Italia dopo il gennaio del 1919, i quali erano, secondo le recenti direttive, a rischio di espulsione entro i successivi 6 mesi, avrebbero potuto avvalersi dell'opportunità offerta, mentre cresceva l'interesse nei confronti del progetto etiope anche presso gli ebrei aventi cittadinanza italiana, a fronte delle crescenti misure discriminatorie promulgate dal regime. Enfatizzando i possibili vantaggi che l'Italia avrebbe potuto ottenere da tale legislazione, Cortesi concludeva affermando che
"Un afflusso di Ebrei potrebbe inevitabilmente accelerare il processo di colonizzazione non tanto a causa della consistenza numerica del contingente ebraico che accetterebbe le aspre condizioni di vita nella colonia quanto grazie al capitale che potrebbe ivi affluire".
"Qualora l'esperimento con gli Ebrei attualmente residenti in Italia fosse positivo, è plausibile che l'Etiopia potrebbe aprirsi anche ad Ebrei di altri Stati."
Anche Sir Noel Charles, consigliere dell'ambasciata britannica a Roma, espresse l'opinione che le leggi razziali sarebbero state un preludio allo stabilimento ebraico in Etiopia. In una lettera del 10 settembre diretta al segretario degli esteri Lord Halifax, egli osservava come vi fossero vari indizi in tal senso; in particolare il decreto italiano del 3 settembre che bandiva gli ebrei (italiani e non) dalla Libia e dalle isole italiane dell'Egeo, non facesse alcuna menzione all'Etiopia. Discutendo la questione dell'insediamento in maniera più dettagliata egli continuava scrivendo:
"Sin dall'introduzione di questo e altri decreti concernenti gli Ebrei ho sentito da diverse fonti che le autorità starebbero suggerendo agli Ebrei, i quali si sono lamentati del fatto che la vita in Italia è stata resa loro impossibile, che una soluzione alle loro difficoltà consisterebbe nell'offrirsi di emigrare in Etiopia. Il corrispondente del Times mi riferisce che un suo collega abbia chiesto al ministro dell'Africa italiana circa l'intenzione di inviare Ebrei in Etiopia, ricevendo l'ammissione che, sebbene nulla sia stato deciso in maniera definitiva, sia stato proposto che un'area, adatta allo sviluppo sia agricolo che industriale, debba essere selezionata, nella quale venga consentito sia agli Ebrei italiani che agli Ebrei stranieri al momento presenti in Italia di emigrare. Il corrispondente del Times ha chiesto delucidazioni al portavoce del ministero della cultura popolare circa tale intenzione da parte del governo italiano ricevendo risposta che tale argomento non può essere né confermato né smentito."
"È possibile che il governo italiano abbia utilizzato risorse finanziarie messe a disposizione dagli Ebrei al momento presenti in Italia per lo sviluppo dell'Etiopia ed esso potrebbe annunciare in futuro che sebbene agli Ebrei sia italiani che stranieri intenzionati a lasciare l'Italia, la Libia e le Isole egee non verrà consentito di esportare capitali, verranno tuttavia loro concesse facilitazioni per la loro emigrazione e il trasferimento della loro proprietà in Etiopia. Tale meccanismo consentirebbe al governo di espellere gli Ebrei, sia italiani che stranieri dall'Italia e dai possedimenti mediterranei e mantenere le loro risorse economiche all'interno dell'Impero, senza attirarsi l'odio che deriverebbe dall'abbandonarli senza alcun mezzo di sostentamento e senza entrare ne merito della questione dell'esportazione dei capitali da parte degli Ebrei di cittadinanza straniera. Giacché gli Ebrei, per quanto possa essere disperata la loro condizione in Italia, sarebbero ben poco interessati ad avvalersi dell'offerta di andare in Etiopia, a meno di non ricevere assicurazioni che dopo alcuni anni e dopo aver utilizzato tutto il loro capitale in loco non verrebbero espulsi da quel territorio, è parimenti immaginabile che il governo italiano potrebbe dare qualche forma di garanzia che agli Ebrei sarà consentito di rimanere in Etiopia senza interferenze, a patto di comportarsi come buoni cittadini."
Sir Noel concludeva affermando che
"Un avvertimento indiretto è stato lanciato all'Ebraismo internazionale di non condurre una campagna per conto dei loro correligionari in Italia se non vogliono vedere questi ultimi danneggiati di conseguenza".
Quando la lettera sopra menzionata giunse a Londra uno degli esponenti del Foreign Office, McDermott, commentò che
"Il futuro della questione ebraica in Italia rimarrà oggetto di supposizioni. Ma ci possiamo aspettare una certa misura di esitazione, anche da parte degli Ebrei sui quali incombe l'espulsione, dinanzi alla prospettiva di andare in Etiopia, e in una Etiopia soggetta al regime fascista".
Un suo collega, Noble, aggiunse il seguente commento:
"Nessuna garanzia che l'italiano potrà dare lo bloccherà dall'espellere gli Ebrei dall'Etiopia tra pochi anni se ciò gli apparirà vantaggioso. L'italiano non è una persona di parola".
L'idea dello stanziamento ebraico in Etiopia ricevette rinnovata pubblicità alcune settimane dopo, allorquando il Gran consiglio del fascismo approvò una risoluzione concernente la legislazione razziale, nella quale si auspicava l'adozione di misure volte al controllo dell'immigrazione degli ebrei europei in Etiopia, subordinate all'atteggiamento che l'ebraismo internazionale avrebbe assunto nei confronti dell'Italia.
Tale risoluzione ebbe immediate ripercussioni. Un filantropo di nazionalità olandese, Frank Van Gheel-Gildemeester, il quale aveva fondato a Vienna un'organizzazione finalizzata all'assistenza dei migranti, la Gildemeester Auswanderer Hilfsaktion, inviò immediatamente il suo segretario, Joseph von Galvagni, a Roma, con l'intento di acquisire informazioni circa l'eventuale rilascio di permessi di entrata nell'Impero italiano agli ebrei tedeschi alle medesime condizioni degli ebrei italiani; non appare tuttavia che von Galvagni abbia ricevuto una risposta definitiva in tal senso.

### Opposizione britannica
Anche nei circoli diplomatici si assistette ad una serie di manovre legate al progetto etiope. L'ambasciata tedesca a Roma richiese informazioni sul progetto in ottobre, ma da documenti datati 14 novembre emerge che sebbene avesse ricevuto conferma della decisione di acconsentire all'immigrazione ebraica da parte del ministero degli affari esteri italiano, non sembra fosse stata presa al momento alcuna decisione concreta per implementare tale decisione da parte delle autorità italiane.
Pochi giorni dopo, il 19 novembre, l'ambasciatore britannico a Roma, Lord Perth, riferì che il progetto fosse stato portato all'attenzione dell'ambasciata da Karl Walter, cittadino britannico da diversi anni residente in Italia. Walter, notò Perth, era dell'avviso che Mussolini fosse seriamente intenzionato a trovare un luogo di destinazione per gli ebrei, italiani e non, in Abissinia e proponeva che la Gran Bretagna si interessasse della questione e ne discutesse la fattibilità. Tra i contatti di Walter vi erano alcuni che asserivano di come Mussolini fosse stato deluso dalla mancanza di una reazione ufficiale da parte britannica alla proposta quando questa era stata presentata ufficialmente tramite il bollettino dell'Informazione Diplomatica datato 16 febbraio e nuovamente ripresa nella risoluzione del Gran consiglio del 6 ottobre. Enfatizzando il fatto che il progetto non avesse ottenuto molto supporto nei circoli ebraici in Italia, Walter aggiungeva che la loro riluttanza era motivata dalla convinzione che l'offerta fosse stata fatta al solo fine strumentale di ottenere il supporto del capitale ebraico per lo sviluppo dell'Abissinia.
Perth tornò poco dopo ad interessarsi della questione, informando il 23 novembre il Foreign Office che il suo segretario Sir W. McClure, era giunto a conoscenza da una fonte affidabile che l'idea di offrire un'area per l'insediamento ebraico in Etiopia non fosse un bluff o concepito come una trappola per gli Ebrei. La questione, continuava Perth, sembrava essere stata discussa seriamente dalle autorità italiane le quali erano giunte alla conclusione di presentare un'offerta all'Organizzazione territorialista ebraica. Si riferiva inoltre di come Ciano fosse contrario a tale progetto, ritenendolo inviso alla Germania. Pur essendo stato per il momento accantonato, tale intento si ricollegava, secondo quanto riferito da McClure a Perth, alla risoluzione del Gran consiglio, approvata nella speranza di sollecitare un interessamento britannico.

Il Foreign Office, sebbene riluttante di apparire insensibile ai problemi della comunità ebraica, non aveva alcuna intenzione di lasciarsi coinvolgere negli schemi di Mussolini concernenti gli ebrei. Una delle prime reazioni suscitate dalla lettera di Perth venne da Brown, terzo segretario, il quale commentò:
"Non è completamente chiaro per quale motivo solamente questa nazione debba reagire alla proposta di acconsentire agli Ebrei di insediarsi in Etiopia. Tuttavia, alla luce di queste persistenti voci da Roma e della necessità di trovare un luogo per i rifugiati, vi sono dei vantaggi nell'assecondare tale suggerimento, magari in maniera informale, anche solo per determinare se Mussolini stia mentendo o meno".
Noble, secondo segretario, fu più diretto. Il 29 novembre egli osservò:
"Non ho assolutamente capito cosa dovremmo fare o cosa siamo accusati di non aver fatto. Per quanto ne so, gli Italiani non hanno fatto alcuna proposta precisa sul fatto di essere realmente intenzionati a consentire l'insediamento di un gran numero di Ebrei stranieri in Etiopia".
Enfatizzando quanto fosse improbabile il fatto che Mussolini avesse un reale interesse negli ebrei egli aggiunse:
"Appare poco plausibile che l'Italia voglia iniziare ad insediare ebrei stranieri in Etiopia prima ancora di avervi inviato un numero significativo di Italiani, laddove tale decisione potrebbe indurre problemi con i suoi sudditi musulmani in Etiopia e altrove e non essere ben accetta a Berlino".
Egli proseguiva inoltre esprimendosi a in maniera contraria all'approvazione del piano di Mussolini nell'ambito dei colloqui anglo-italiani previsti per il 1939 con le seguenti parole:
"Credo che dovremmo valutare le offerte italiane prima di inviare loro una risposta, ancor più dal momento che non mi sembra vi sia alcuna garanzia da parte italiana che dopo aver consentito ad Ebrei stranieri di insediarsi in Etiopia e sviluppare l'area con il loro capitale, questi non vengano espulsi mediante un pretesto senza che venga loro consentito di portare con sé i propri beni. Mi sembra impossibile infatti che uno Stato che sta attuando una campagna anti-ebraica possa essere una destinazione adeguata per gli Ebrei stranieri nei suoi territori d'oltremare. Che tipo di relazioni si avrebbero per esempio tra gli Ebrei e gli Italiani nell'Africa orientale? Potrebbero mai accettare gli italiano l'insediamento nell'Africa orientale di un gran numero di persone che hanno ben poche ragioni per apprezzare il Fascismo?"
"La mente italiana", concludeva Noble,
"ha un modo di pensare peculiare e sarei propenso a ritenere che gli Italiani in realtà sperassero che non ci fossimo interessati nella questione dell'insediamento ebraico in Etiopia. Ogni schema che possa aiutare gli ebrei è chiaramente degno di considerazione, tuttavia ritengo che questo debba essere valutato con considerevole cautela. Qualora si presenti l'opportunità, sarebbe possibile per il Primo ministro discutere della questione durante la sua visita a Roma, sebbene io non lo ritenga consigliabile. Sarebbe infatti di gran lunga preferibile che siano gli Italiani a fare la prima mossa".
Tali argomentazioni ottennero il pieno supporto del Foreign Office, il cui sotto segretario permanente Alexander Cadogan, ripetendo molti degli argomenti esposti da Noble citati in precedenza, scriveva a Perth il 29 dicembre che:
"Prima di poter procedere nella questione, dovremmo acquisire informazioni molto più precise sulle intenzioni del governo italiano".
Concludeva dichiarando:
"Ogni tipo di progetto che possa aiutare gli Ebrei è degno di essere considerato, ma riteniamo che l'idea presentata dal contatto di McClure debba essere valutata con cautela. Ritengo sia possibile per il Primo ministro affrontare tale argomento durante la visita a Roma, ma siamo in ogni caso propensi a ritenere che sia in ogni caso preferibile lasciare che gli Italiani facciano la prima mossa". Lord Perth accettò tale risposta, replicando brevemente a Cadogan, il 4 gennaio 1939: "Nelle attuali circostanze non ho null'altro da dire salvo che concordo con le vostre conclusioni".
Nel frattempo l'ambasciata tedesca a Roma era giunta parimenti ad una simile posizione attendista. In un dispaccio del 29 novembre 1938 si affermava che, a fronte di richieste fatte alle autorità italiane, la questione degli insediamenti ebraici apparisse essere ancora nelle sue fasi iniziali, senza che si potesse prevedere quando ed in che modo una decisione in tal senso avrebbe avuto una concreta realizzazione.

### Definitiva individuazione dell'area dell'insediamento
In questo medesimo periodo vennero avviate diverse misure da parte dell'amministrazione coloniale italiana in Etiopia al fine di valutare le fattibilità di un insediamento ebraico nei suoi territori. Nel 1938 Amedeo d'Aosta Viceré d'Etiopia, commissionò al colonnello degli alpini Giuseppe Adami (capo dell'Ufficio topografico dell'impero) l'individuazione di un territorio idoneo ad ospitare in un primo tempo una colonia di 1.400 famiglie ed in un secondo tempo di ospitarne un numero doppio, preferibilmente immune da malaria e mosche tze-tze, ricco di acqua ed abitato da tribù pagane, onde evitare possibili problemi con indigeni mussulmani.
Dopo varie ricerche il 5 Dicembre 1938 Adami si espresse sulla zona Neghelli-Ascebo-Javello, considerata la migliore locazione.
Il viceré si ritenne soddisfatto dei risultati raggiunti, sostenendo che gli ebrei non sarebbero stati un problema ed anzi avrebbero aiutato l'economia dell'Africa Orientale Italiana.
Nel marzo del 1939, Amedeo d'Aosta, di ritorno da Roma, comunicò ad Adami come Mussolini avesse molto apprezzato il suo progetto, e di come a breve sarebbero arrivate istruzioni su come procedere.

### Sorte finale
Il progetto venne in seguito accantonato dal regime, con la seguente motivazione:
"Il generale atteggiamento dei circoli ebraici nei confronti dell'Italia non è tale da rendere consigliabile al Governo italiano di ricevere in uno dei suoi territori un forte numero di emigranti europei".